# Blahodatne, Tokmak
Blahodatne (în ucraineană Благодатне, în germană Weinau) este un sat în comuna Vînohradne din raionul Tokmak, regiunea Zaporijjea, Ucraina. Satul a fost locuit de germanii pontici.  

## Demografie
Componența lingvistică a localității Blahodatne
     Ucraineană (87,98%)
     Rusă (12,02%)
Conform recensământului din 2001, majoritatea populației localității Blahodatne era vorbitoare de ucraineană (87,98%), existând în minoritate și vorbitori de rusă (12,02%).